# Papp Gyula (zenész)
Papp Gyula (Nádudvar, 1951. november 28. –) magyar rockzenész, billentyűs, az Újszínház zenei vezetője.

## Életpályája
Édesapja, id. Papp Gyula a szovjet hadifogságban történt bányarobbanásban elveszítette a szeme világát. 1953-ban telefonközpontosi állást kapott Budapesten, a Rottenbiller utcai Játékkártyagyár és Nyomda épületében, ahová 1956 május 1-én költöztek, Nádudvarról. Édesanyja, Kapitány Margit és a két fiuk, Gyula és László, valamint idősebb nevelt fiuk, István vele együtt beköltözött az egykori Ferdinand Piatnik gyártulajdonos fiának első emeleti kétszobás lakásába.
Az édesapa zenei érdeklődésű volt, így nagyobbik fia a zongora, kisebbik pedig a hegedű mellett döntött. Gyuszi, évvesztes lévén – miközben a Hernád utca 46. sz. alatti általános iskolába járt – csaknem hétévesen kezdett zongorázni tanulni a Garay utca 4.-ben lévő zeneoktatói munkaközösségben, ahol Ehrenfeldné Bán Stefánia volt a vezető tanárnő. Ő fedezte fel Gyuszi tehetségét, és segített neki bejutni a VII. kerületi Kertész utca 30. sz. alatti konzervatóriumi előképzőbe. 1966-tól a Bartók Béla Zenei Gimnázium, valamint Bartók Béla zeneművészeti Szakiskola. 
A Konzervatóriumban Kertész Lajoshoz zongora főtanszakra, majd 1967-től Huzella Elekhez zeneszerzésre járt. Így dupla főtanszakos lett, és Ránki Dezső a padtársa, Berkes Kálmán és Pertorini Rezső az osztálytársa míg Kocsis Zoltán az évfolyamtársa volt. Még a Konzervatóriumba járt, amikor egy iskolatársa Huszti István megkereste azzal, hogy beatzenekarukba a későbbi Volán együttesbe orgonistát keresnek. Így indult könnyűzenei karrierje.
1970-ben a Csanády utcai Syrius klubban jam-sassion alkalmával Varga László Scampolo, valamint Bertalan István-al beszálltak muzsikálni.
Szörényi Levente, Török Ádám, Frenreisz Károly, Demjén Ferenc, itt hallották először.
Később mindegyikükkel sok-sok hanghordozón szerepelt.

### Művei
Madách: Az ember tragédiája c. művéből készült Az első sírásó c. rock-operáját a Soproni Petőfi Színház mutatta be 1995.05.06-án, Marno János József Attila díjas költő írta a szövegkönyvet. 
• Schiller: Ármány és szerelem c. ba-rock musical-jét, először a Békéscsabai Jókai Színház mutatta be, Vas István szövegkönyve alapján Konter László rendezésében.
A dalszövegeket Demjén Ferenc írta. 1998. 04. 24-én volt a premier.
• 2018-ban a Soproni Petőfi Színház Pataki András rendezésében ismét bemutatta egy új, Sárdy Barbara által írt szövegkönyvre. Új, mai történet lett belőle. A dalok maradtak, de a darab egy vidéki színház főpróbahetén játszódik, így lehetőség nyílt a nevettetésre is, a tragédia ellenére.
Mikó Istvánnal és a Pastoral együttessel, Esztergályos Cecíliával és Zsurzs Katival 1986-tól dolgoztak együtt a Thália színházban és turnékon.
1987-ben Zsurzs Éva felkérésére az általa alkotott filmre megírta Lev Tolsztoj: Kreutzer szonáta című művének zenéjét.
1990-ben Arizona színházzá változtatták Kazimir Károly nyugdíjazásával a Thália színház nevét. Ezzel egyidőben a város segítségével megalapították a  Soproni Petőfi Színházat, Mikó István igazgatásával. Ugyanakkor a Gór Nagy Mária színitanoda zenei vezetője. 1992-ben nagy sikerrel részt vettek a színitanodával Liverpool-ban egy nemzetközi színházi fesztiválon egy Broadway musicallal.

### Pályafutása
Számos együttesben játszott: 1971-től a Mini, 1973–79 között a Skorpió, 1979-től 1982-ig, majd 2010-12 között a  Dinamit, 1988-tól 1991-ig a Kormorán, 1982-1985-ig svéd-magyar Safari együttes 1991-2003-ig Zorán zenekarában játszott. 
A Papp–Sárdy n.b.b. tagja volt 1998-2003-ig, majd 2009–2013 között a P. Mobil billentyűse. A Papp-Sárdy n.bb. után Papp-Sárdy acoustic-ra átnevezett zenekarával eddig 6 album készült. 
2012-től az Újszínház zenei vezetője, 2020 óta emellett a Soproni Petőfi Színház zenei tanácsadója. 1990 óta számos darabbal vendégszerepel a Békéscsabai Jókai Színházban is. 
2019.10.11-én az Erkel Színházban "Generációk közt" címmel megrendezett életműkoncertjén olyan előadókat hívott meg, akiktől valaha segítséget kapott, valamint akiknek ezt a segítséget továbbadta.
Gerebics Sándor ezzel a címmel filmet, Jozé Bese egy új könyvet jegyzett le, melyben a 2016 óta történt események is benne foglaltatnak. A Minivel készített Bartók átdolgozásokat tovább bővítve Hungarian Pictures címmel 2018-ban albumot készített, majd 2019-ben turnézott a MandokiSoulmates-el. Ez dupla album volt Living in the Gap címmel. Ezen mint vendég, az előzőn mint szerző is szerepelt. 2019-ben e két album az év lemeze lett Németországban. 2021-ben 70. születésnapja alkalmából az Erkel Színházban pályatársaival életműkoncertet adott, amelyről film is készült. 2024 óta az Ismerős Arcok zenekar billentyűse.

## Családja
Első felesége Horváth Ágnes. Második felesége Hüse Marianna rádióriporter. Harmadik felesége Sárdy Barbara énekesnő. Gyermekei: Krisztián Gyula (1978), Gyula János (1994), Zsuzsanna Cserne (2006) és Georgina Katalin (2008).

## Könyve
- Utazás a magyar rock történelemkönyvében Papp Gyulával; riporter Máthé József "Fiery"; magánkiadás, Pécs, 2016 + CD

## Díjai, kitüntetései
- Magyar Arany Érdemkereszt (2024)[2]